# Наумовка (Хабаровський район)
Нау́мовка (рос. Наумовка) — село у складі Хабаровського району Хабаровського краю, Росія. Входить до складу Наумовського сільського поселення.

## Населення
Населення — 75 осіб (2010; 118 у 2002).
Національний склад (станом на 2002 рік):
- росіяни — 82 %